# Les Feixes (Esplugafreda)
Les Feixes és un paratge del terme municipal de Tremp, al Pallars Jussà, dins de l'antic terme ribagorçà de Sapeira.
Està situat al sud-oest de l'antic poble d'Esplugafreda, muntanya amunt (més amunt i al sud-oest de les Cabanelles), al capdamunt de la carena que és continuació cap a llevant de Sant Cosme, en el vessant meridional.